# Der Tiger Jussuf
Der Tiger Jussuf ist ein Hörspiel von Günter Eich, das in zwei Versionen aus den Jahren 1952 und 1962 existiert. Die Zweitfassung sei seltener gesendet worden. Die häufigen Gestaltumwandlungen der Figuren fordern den Hörer. Die Gesetze der Logik sind nämlich über weite Strecken außer Kraft gesetzt. Schwitzke nennt das „komplizierte“ Stück dann auch „sprunghafte Tigergeschichte“. Piontek spricht von einem „metarealistischen Funkstück“ und erläutert die „märchenhafte“ Konstellation: Wenn Jussuf die Gestalt irgendeines Menschen annimmt, muss dieser dafür Tiger werden.
Im Jahr 1955 erhielt Günter Eich für sein „Verwandlungsstück“ den Karl-Sczuka-Preis.

## Inszenierung 1952
Am 15. August 1952 sendete der NWDR die Fassung unter der Regie von Kurt Reiss.
Fabel
William, der Dompteur des Tigers Jussuf im Zirkus Vercelli, bekommt von der Kunstreiterin Anita einen Korb. Die Frau heiratet stattdessen Max Rimböck. William verwindet das nicht. Zerfahren begibt er sich während der nächsten Vorstellung in den Tigerkäfig und kommt darin um. Jussuf, ganz nach Programm den Kopf seines Herrn zwischen den Zähnen, hatte diesmal herzhaft zugebissen. Und William hatte zu allem Überfluss unbedachterweise die Käfigtür offengelassen. Der Tiger kann in den nächtlichen Stadtpark entkommen. Der Park ist für das kluge Tier mit dem hellen Fell ein unsicherer Ort. Also sucht er die nächste Kohlenhandlung auf und wälzt sich in Krudekoks. Sodann flüchtet Jussuf in die Backstube des Bäckers Richard Matthisson und wird in Matthissons Kohlenkeller von der Polizei beziehungsweise einer alarmierten Militärstreife erschossen.
Form
Jussuf kann sich mit den Menschen vernünftig unterhalten. Er weist William auf seine Unkonzentriertheiten hin. Die meisten Figuren, allen voran Jussuf und Max, wechseln nach Belieben die Identität. Der Erzähler Jussuf ist allwissend und omnipräsent. Kurz vor dem tödlichen Biss führt er dem Hörer drei Paare vor, die sich nicht mehr verstehen. Anita und William wurden oben bereits erwähnt. Sodann schilt die Bäckersfrau Paula ihren Mann, den Bäckermeister Richard, einen Feigling. Und Maxens Eltern, der Kommerzienrat Rimböck und dessen Frau Ottilie, haben sich nichts mehr zu sagen. Sogleich nimmt ein hanebüchenes Verwirrspiel über das ganze restliche Stück hinweg seinen Lauf. Nach dem Tode Williams nimmt Max die Identität Jussufs an. Dem nicht genug. Max fühlt auch noch William in sich. Als Max betritt er die Backstube, agiert darin als Jussuf und tauscht mit dem feigen Bäcker, der auf einmal mutig wird, die Identität. Nun könnte der mutige Bäcker (der Tiger) getötet werden. So weit ist es aber noch nicht. Max, Bäcker geworden, unterhält sich mit der Bäckersfrau Paula. Die spürt den starken Charakter des Tigers und tut alles, was dieser will (der Bäcker Max ist kein Feigling geworden).
Maxens Mutter Ottilie vergiftet ihren Gatten, den Kommerzienrat und vergiftet ihn auch nicht (er handelt nach seiner Tötung weiter). Max nimmt die Identität seiner Mutter an. Das kann nicht von Dauer sein, denn er unterhält sich später wieder mit der Mutter. Ottilie eröffnet dem Sohn, sie habe in der letzten Nacht im Park die Identität Jussufs angenommen.
Jussuf sperrt Ottilie in den Kohlenkeller des Bäckers ein, nachdem er mit ihr die Identität getauscht hat. Max betäubt seine Mutter, die Tigerin, im Kohlenkeller mit einer Überdosis Schlaftabletten, aufgelöst in Wasser. Die Wunder nehmen kein Ende. Max sucht die Eltern auf, nimmt die Identität des Vaters an und unterhält sich mit der Mutter, die doch eigentlich – im Kohlenkeller schlummernd – von Uniformierten erschossen wird.
Max überrascht schließlich seine Frau Anita. Er sei William und schaut sie mit den Augen des Tigers Jussuf an.
Weitere Einzelheiten
Für die NWDR-Inszenierung schrieb Siegfried Franz die Musik. Siegfried Wischnewski sprach den Tiger Jussuf, Gerd Martienzen den Max Rimböck, Gisela Trowe die Anita, Wolfgang Wahl den William, Max Walter Sieg den Bäcker, Inge Schmidt seine Frau Paula, Helmuth Peine den Kommerzienrat und Martina Otto seine Frau Ottilie.

## Inszenierung 1962
Am 20. März 1962 sendete der BR die Fassung unter der Regie von Otto Kurth.
Einige Unterschiede zur Erstfassung
Günter Eich hat die im Winter auf das Jahr 1959 geschriebene Zweitfassung wesentlich hörerverständlicher gestaltet. Die kaum nachvollziehbaren logischen Spagate der Erstfassung wurden auf ein fast erträgliches Minimum reduziert. Der in der Zweitfassung etwas sparsamere Wechsel der personalen Identitäten wird mit „Tauschen der Gestalt“, „Verwandeln in ein Tier“ sowie Handeln „gegen die Naturgesetze“ relativiert. Ein logischer Schnitzer wird vom Erzähler Max als „schlechter Scherz“ (der vergiftete Herr Rimböck handelt – wie in der Erstfassung – munter weiter) entschuldigt. Zum nicht Ernstgemeinten, Komödiantischen: Der Erzähler Jussuf gesteht, er will den Hörer verwirren, nasführen und belügen. Der aufmerksame Hörer wird nicht mehr so abrupt vor Tatsachen gestellt, sondern diese werden größtenteils vorbereitend herausgearbeitet. So kann nun zum Beispiel das Stück unter dem Tenor „Max und Anita werden ein Ehepaar“ gelesen werden. Das künftige Paar lernt sich vor der Ehe allseitig kennen. Anita möchte einen reichen Mann angeln sowie die künftigen Schwiegereltern vor der Hochzeit kennenlernen. Die junge Frau hat sechzehn Geschwister und braucht Geld. Die Familie Rimböck ist wohlhabend. Max ist der einzige Sohn eines Fabrikanten und Juniorchef der Firma.
Dompteur William ist eigentlich Willi Schultze aus Bretleben am Kyffhäuser. Nicht das Militär, sondern die Feuerwehr jagt den entsprungenen Jussuf. Aber der flüchtige Tiger wird im Spessart oder vielleicht im Steigerwald von einem Jäger erlegt.
Endlich schaut nicht Max seine Anita, sondern Anita ihren Max aus den Tigeraugen Jussufs an.
Weitere Einzelheiten
Für die BR-Inszenierung schrieb Werner Haentjes die Musik. Hanns Ernst Jäger sprach den Tiger Jussuf, Wolfgang Büttner den William, Margaret Carl die Anita, Max Mairich den Bäcker, Lina Carstens seine Frau, Friedrich Domin den Kommerzienrat, Anne Kersten seine Frau und Erik Schumann den Max Rimböck.

## Rezeption
- Günter Eich stelle in dem Stück eigentlich zwei Fragen: „Wer bin ich?“ und „Wer bist du?“[12] Piontek ordnet Günter Eichs Hörspielwerke drei Klassen bei - erstens Zeitstücke, zweitens satirisch-ironische Spiele sowie drittens Traum/Märchenhaftes[13], hat aber ein Problem bei der Einordnung des Tigers. Eigentlich zu Klasse drei gehörig, müsse das Stück auch in Klasse zwei eingeordnet werden. Günter Eich zeige jenem Hörer, dem das Leben kaum noch eine Überraschung bietet, „das Pluralische des Ichs“[14].
- Die „Deutsche Zeitung“ schreibt am 3. Juni 1960, Günter Eich biete „nichts Neues mehr“.[15]
- Wagner zitiert eine BR-Pressemeldung, in der beide Fassungen gegenübergestellt werden: „...hat der Dichter in der Neufassung die meditierenden, sophistischen Akzente stärker betont und damit das Spiel um die Mensch- und Raubtiermentalität ironisch vertieft.“[16]
- Wagner nennt Besprechungen im „Donaukurier“ vom 22. März 1962 (Ewald Streeb: „Vermutungen zur Gestalt“) und in der „SZ“ vom 23. März 1962.

Neuere Äußerungen
- Alber schreibt, indem Jussuf seinen Dompteur töte, sei er kein Raubtier mehr und könne das Wesen verschiedener Figuren (Menschen) übernehmen und sich adäquat artikulieren.[17] Gott werde in der Zweitfassung kritisiert.[18]
- Zur „Vertauschung der Identitäten“[19]: Vermutlich wechselt Günter Eich in seinem Hörspiel in so rascher Folge die Stimmen, weil er verschiedene Charaktere präsentieren wolle.
- Mutwillen nennt Schwitzke[20] eines der Schreibmotive, wenn er Günter Eichs Hörstück mit Grabbes „Scherz, Satire, Ironie und tiefere Bedeutung“ und Büchners „Leonce und Lena“ vergleicht.
- An einer Stelle im Hörspiel liest der Kommerzienrat Zeitung. Martin[21] verwendet jene Stelle bei der Betrachtung des Lektüreverständnisses eines Lesers.

### Erstausgabe der Zweitfassung
- Günter Eich: Träume. Vier Spiele. (Geh nicht nach El Kuwehd. Der Tiger Jussuf. Sabeth. Träume). Suhrkamp, Berlin und Frankfurt am Main 1959. 189 Seiten

### Ausgaben
- Günter Eich: Fünfzehn Hörspiele. (Geh nicht nach El Kuwehd. Träume. Sabeth. Die Andere und ich. Blick auf Venedig. Der Tiger Jussuf. Meine sieben jungen Freunde. Die Mädchen aus Viterbo. Das Jahr Lazertis. Zinngeschrei. Die Stunde des Huflattichs. Die Brandung vor Setúbal. Allah hat hundert Namen. Festianus, Märtyrer. Man bittet zu läuten) Suhrkamp, Frankfurt am Main 1966 (Reihe: Die Bücher der Neunzehn, Bd. 136), 598 Seiten

### Hörbuch
- Gedenk-Trilogie Günter Eich: Der Tiger Jussuf. Hörspiel hr anno 1953. Sprecher: Hans Christian Blech, Bernhard Minetti, Arno Assmann, Elisabeth Flickenschildt, Lola Müthel. 1 CD, Laufzeit 62 Min. NOANOA Hörbuchedition und Theaterverlag anno 2002, ISBN 978-3-932929-35-9

### Verwendete Ausgaben
- Günter Eich: Der Tiger Jussuf (I) (1952). S. 673–707 in: Karl Karst (Hrsg.): Günter Eich. Die Hörspiele 1. in: Gesammelte Werke in vier Bänden. Revidierte Ausgabe. Band II. Suhrkamp, Frankfurt am Main 1991, ohne ISBN
- Günter Eich: Der Tiger Jussuf (II) (1959). S. 539–576 in: Karl Karst (Hrsg.): Günter Eich. Die Hörspiele 2. in: Gesammelte Werke in vier Bänden. Revidierte Ausgabe. Band III. Suhrkamp, Frankfurt am Main 1991, ohne ISBN

### Sekundärliteratur
- Heinz Schwitzke (Hrsg.): Reclams Hörspielführer. Unter Mitarbeit von Franz Hiesel, Werner Klippert, Jürgen Tomm. Reclam, Stuttgart 1969, ohne ISBN, 671 Seiten
- Heinz Piontek: Anruf und Verzauberung. Das Hörspielwerk Günter Eichs. (1955) S. 112–122 in Susanne Müller-Hanpft (Hrsg.): Über Günter Eich. Suhrkamp, Frankfurt am Main 1970 (edition suhrkamp 402), 158 Seiten, ohne ISBN
- Sabine Alber: Der Ort im freien Fall. Günter Eichs Maulwürfe im Kontext des Gesamtwerkes. Diss. Technische Universität Berlin 1992. Verlag Peter Lang, Frankfurt am Main 1992 (Europäische Hochschulschriften. Reihe I, Deutsche Sprache und Literatur, Bd. 1329), ISBN 3-631-45070-2
- Sigurd Martin: Die Auren des Wort-Bildes. Günter Eichs Maulwurf-Poetik und die Theorie des versehenden Lesens. Diss. Universität Frankfurt am Main 1994. Röhrig Universitätsverlag, St. Ingbert 1995 (Mannheimer Studien zur Literatur- und Kulturwissenschaft, Bd. 3), ISBN 3-86110-057-6
- Wilfried Barner (Hrsg.): Geschichte der deutschen Literatur. Band 12: Geschichte der deutschen Literatur von 1945 bis zur Gegenwart. C. H. Beck, München 1994,
ISBN 3-406-38660-1
- Hans-Ulrich Wagner: Günter Eich und der Rundfunk. Essay und Dokumentation. Verlag für Berlin-Brandenburg, Potsdam 1999, ISBN 3-932981-46-4 (Veröffentlichungen des Deutschen Rundfunkarchivs; Bd. 27)

## Anmerkung
1. ↑  Wagner zitiert eine nachsichtigere Umschreibung des Faktums „totale Unlogik“ aus einer Ankündigung des Rundfunkereignisses eine Woche vor der Ursendung. „Die Ansage“ schreibt am 7. August 1952: „...um reale oder in der Realität mögliche Geschehnisse handelt es sich in diesem Hörspiel... nicht... An diese... Wandlungen, die Jussuf durchläuft, darf man nicht immer den strengen Maßstab der Logik anlegen;...“ (zitiert bei Wagner, S. 253, rechte Spalte, 8. Z.v.o.)